# Betye Saar

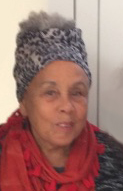
Betye Saar beim Besuch einer Galerie, 2016

Betye Irene Saar (geboren 30. Juli 1926 in Los Angeles, Kalifornien) ist eine US-amerikanische Künstlerin, die für ihre Arbeiten mit der Technik der Assemblage bekannt ist. In den USA ist Saar eine Legende in der Welt der zeitgenössischen Kunst. Sie ist eine visuelle Erzählerin und versierte Grafikerin. In den 1970er Jahren zählte sie zu den Vertretern des Black Arts Movement. Sie thematisierte von Anfang an die negativen Darstellungen von Afro-Amerikanern und die in den USA weitverbreitete rassistische Haltung gegenüber schwarzen Menschen.

## Leben und Werk
Betye Irene Brown wurde als Tochter von Jefferson Maze Brown und Beatrice Lillian Parson in Los Angeles geboren und wuchs dort auf. Nach dem Tod ihres Vaters im Jahr 1931 zog sie mit ihrer Mutter, ihrem Bruder und ihrer Schwester zunächst zu den Eltern ihres Vaters in den Stadtteil Watts, und später nach Pasadena, Kalifornien um. Schon in ihrer Jugend sammelte Saar gerne ungewöhnliche Gegenstände, die sie teilweise auch reparierte. Ihr Kunststudium begann sie mit dem zweijährigen Programme des Pasadena City College und wechselte anschließend dank eines Stipendiums auf die University of California, Los Angeles (UCLA). Das Erststudium schloss sie 1947 mit einem Bachelor of Arts in Design ab. Anschließend schrieb sie sich für Kurse an der California State University, Long Beach, University of Southern California, California State University, Northridge, und am American Film Institute ein.
Von 1952 bis 1970 war sie mit dem Keramikkünstler Richard Saar verheiratet und hat mit ihm drei Töchter: die Künstlerin Lezley Saar (geboren 1953), die Künstlerin Alison Saar (geboren 1956) und die Publizistin Tracye Saar-Cavanaugh (geboren 1961).

## Berufliche Entwicklung
Ursprünglich strebte sie eine Laufbahn als Kunstdozentin an, entschied sich aber nach einem Kurs in Druckgrafik um. Für sie bedeutete diese Kunstrichtung die Überleitung von den angewandten Kunstformen in die bildende Kunst.
Im Jahr 1967 fand sie neue Inspiration durch den Besuch einer Ausstellung des Bildhauers Joseph Cornell, der Assemblagen aus gefundenen Gegenständen (Objet trouvé) erstellte. Einen weiteren wichtigen Einfluss auf ihre künstlerische Entwicklung hatten auch Simon Rodias Watts Towers, deren Bau sie während ihrer Kindheit beobachten konnte. Später erzählte sie, wie die Materialien, die Simon Roda verwendete – zerbrochenes Porzellan, Meeresmuscheln, verrostetes Werkzeug und sogar Maiskolben – eingebettet in den aus Beton gebauten Turmspitzen – eine magische Faszination auf sie ausübten.
Sie begann selbst Assemblagen in Kisten und Fensterrahmen mit gefundenen Objekten zu erstellen, die eine Verbindung zu den Kulturen ihrer Vorfahren hatten: Afroamerikaner, Iren und Native Americans.
Saar wurde zeitweise von ihrer Großtante Hattie aufgezogen und betrachtete sie als großes Vorbild. Deshalb widmete sie ihr das 1975 erstellte Werk Record For Hattie. Es besteht aus Mixed Media, zusammengestellt in einer antiken Schmuckschatulle. Hiermit huldigt sie dem Körper einer Frau, ohne diese durch rassistische Merkmale, Erotik oder sexuellen Fetischismus zu überlagern. Trotzdem kann ihr Werk nicht in den Stil des Primitivismus eingereiht werden. Vielmehr vereint sie Motive von Black Power, Spiritualität, Mystizismus und Feminismus, wie etwa in ihrem Black Girl’s Window aus dem Jahr 1969.

Seit den 1960er Jahren sammelt Saar Abbildungen von Aunt Jemima, Uncle Tom, Little Black Sambo und weiteren stereotypischen Darstellungen von afroamerikanischen Volksfiguren im Alltag und der Werbung in den sogenannten Jim-Crow-Jahren der USA. In ihren Assemblagen nutzte sie diese Bilder, um politischen und sozialen Protest auszudrücken. The Liberation of Aunt Jemima ist eines der bemerkenswertesten Werke dieser Periode. Über die Motivation für dieses Werk, welches das stereotype Bild der schwarzen Haushaltshilfe – die sogenannte Mammy – untergräbt, sagte sie einmal:

„Es ist, als hätten sie die Sklaverei abgeschafft, aber behielten schwarze Leute in ihren Küchen als „Mammy“-Andenken. Ich hatte eine Tante Jemima und ich wollte ein Gewehr und eine Granate unter ihren Rock packen. Ich wollte ihr mehr Macht geben. Ich wollte sie zu einer Kriegerin machen. Ich wollte, dass Menschen sehen, dass sich schwarze Menschen dadurch nicht versklaven ließen. (It’s like they abolished slavery but they kept black people in the kitchen as Mammy jars. I had this Aunt Jemima, and I wanted to put a rifle and a grenade under her skirts. I wanted to empower her. I wanted to make her a warrior. I wanted people to know that black people wouldn’t be enslaved by that.)“

In den späten 1960er Jahren engagierte sich Saar für die Bürgerrechtsbewegung. 1970 traf sie andere afroamerikanische Künstlerinnen in der Gallery 32, die von der Künstlerin und Kunsthändlerin Suzanne Jackson geleitet wurde. Diese Begegnung führte zu einer gemeinsamen Ausstellung mit dem Titel Sapphire (You’ve Come a Long Way, Baby).
In den 1980er Jahren unterrichtet Saar an der UCLA und dem Otis Art Institute. In dieser Zeit beschäftigte sie sich in ihren Werken mit Zusammenhängen zwischen zwei unterschiedlichen Wissenssystemen: Technik, wie etwa im Computerchip, und Spiritualität, unter anderem mit Gegenständen des Voodoo dargestellt.
In den späten 1990er Jahren äußerte Saar starke öffentliche Kritik an den Werken der 1969 geborenen Künstlerin Kara Walker wegen ihrer Darstellung von Afroamerikanern. Saar und andere Kritiker wie Howardena Pindell glauben, dass Walker dabei Rassismus und rassistische Stereotypen verfestige. In einem Dokumentarfilm von 1999 wird berichtet, dass Saar Walkers provozierende Motive für eine Form von Verrat an den afroamerikanischen Sklaven hielt. Der Altersunterschied der Künstlerinnen wird als Erklärung für deren unterschiedliche Sichtweisen hergenommen.
Gemeinsam mit zwei ihrer Töchter stellte sie 2006 Werke in einer Wanderausstellung mit dem Titel Family Legacies (zu Deutsch: Familienvermächtnisse) aus, die in mehreren Orten in den USA gezeigt wurde.
Saar lebt und arbeitet seit vielen Jahren in ihrem Studio in Laurel Canyon, einer Wohngegend in Los Angeles.

Für ihr Lebenswerk und ihren Einfluss auf die Kunst in den USA erhielt Saar, die in Deutschland noch wenig bekannt ist, im Mai 2021 den 26. Wolfgang-Hahn-Preis der Gesellschaft für Moderne Kunst am Museum Ludwig. Christophe Cherix, ein Jurymitglied, sagte über Betye Saar: 

„In der US-amerikanischen Kunst nimmt Betye Saars Werk eine Schlüsselposition ein. Ihre Assemblagen aus den 1960ern und frühen 1970ern verknüpfen Fragen von Ethnie, Politik und übernatürlichen Glaubenssystemen mit ihrer persönlichen Geschichte. Saar, die in einer von Rassentrennung geprägten Gesellschaft aufwuchs, hat über all die Jahre an ihrem Glauben festgehalten, dass Kunst unsere finstersten Momente und tiefsten Ängste überwinden kann.“

## Einzelausstellungen (Auswahl)
- 2023 Kunstmuseum Luzern[28]
- 2022 49 Nord 6 Est - Frac Lorraine[29]
- 2022 Institute of Contemporary Art, Miami[30]
- 2019 LACMA, Los Angeles, CA[31]
- 2019 Museum of Modern Art, New York, NY
- 2019 New York Historical Society, New York, NY
- 2017 Craft and Folk Art Museum (now Craft Contemporary), Los Angeles
- 2016 Roberts & Tilton, Culver City, California
- 2016 Fondazione Prada, Milan Italy
- 2016 Scottsdale Museum of Contemporary Art, Scottsdale, Arizona
- 2014 Roberts & Tilton, Culver City, California
- 2006 Crocker Art Museum, Sacramento, California
- 2005 University of Michigan Museum of Art, Ann Arbor, Michigan
- 2002 Merrill Lynch & Co., Inc., Princeton, NJ
- 2000 Savannah College of Art and Design, Savannah, Georgia and Michael Rosenfeld Gallery, New York City, New York.
- 1999 University of New Mexico Art Museum, University of New Mexico, Albuquerque, New Mexico and Anderson Ranch Art Center, Snowmass, Colorado and the Detroit Institute of Arts, Detroit, Michigan.
- 1998 Michael Rosenfeld Gallery, New York, New York and Jan Baum Gallery, Los Angeles, California and California African-American Museum, Los Angeles, California.
- 1997 Tacoma Art Museum, Tacoma, Washington.
- 1996 Des Moines Art Center, Des Moines, Iowa and The Palmer Museum of Art, Penn State College, Pennsylvania and de Saisset Museum, Santa Clara, California and Joslyn Art Museum, Omaha, Nebraska.
- 1994 Santa Monica Museum of Art, Santa Monica, California.
- 1993 Fresno Art Museum, Fresno, California.
- 1992 The Ritual Journey. Joseloff Gallery, University of Hartford, Connecticut.
- 1991 Objects Gallery, Chicago, Illinois.
- 1990 Museum of Contemporary Art, Los Angeles, California.
- 1989 City Gallery Wellington, Wellington, New Zealand and Art space, Auckland, New Zealand
- 1988 Taichung Museum of Art, Taichung, Taiwan.
- 1987 Pennsylvania Academy of the Fine Arts, Philadelphia, Pennsylvania and Massachusetts Institute of Technology, Cambridge, Massachusetts.
- 1984 California, Los Angeles, California and Georgia State University Art Gallery, Atlanta, Georgia.
- 1983 Women’s Art Movement, Adelaide, Australia and Canberra School of Art, Canberra Connecticut, Australia.
- 1982 Quay Gallery, San Francisco, California.
- 1981 Baum-Silverman Gallery, Los Angeles, California and Monique Knowlton Gallery, New York, New York.
- 1980 Studio Museum in Harlem, New York, New York.
- 1979 Baum-Silverman Gallery, Los Angeles, California.
- 1977 Baun-Silverman Gallery, Los Angeles, California and San Francisco Museum of Modern Art, San Francisco, California.
- 1976 Wadsworth Atheneum, Hartford, Connecticut and Monique Knowlton Gallery, New York, New York.
- 1975 Whitney Museum of American Art, New York, New York.
- 1973 California State University, Los Angeles, California.

## Auszeichnungen und Ehrendoktorwürden
- 2021 Mitglied der American Academy of Arts and Letters
- 2020 Mitglied der National Academy of Design[32]
- 2020 Wolfgang-Hahn-Preis Köln[33]
- 2014 Edward MacDowell Medal[34]
- 1997 The Visual Artists Award, The Flintridge Foundation, Pasadena, California.
- 1995 Ehrendoktorwürde der California Institute of the Arts und der Massachusetts College of Art
- 1993 Distinguished Artist Award, Fresno Art Museum
- 1992 James Van Der Zee Award, Brandywine Workshop, Philadelphia, Pennsylvania.
- 1992 Ehrendoktorwürde der Otis College of Art and Design und des San Francisco Art Institute
- 1991 John Simon Guggenheim Memorial Foundation
- 1991 Ehrendoktorwürde der California College of the Arts
- 1990 J. Paul Getty Fund for the Visual Arts Fellowship.
- 1990 22nd Annual Artist Award, The Studio Museum in Harlem, New York.
- 1984 und 1974 National Endowment for the Arts Artist Fellowship

## Werke in öffentlichen Sammlungen
- Boca Raton Museum of Art, Boca Raton, Florida
- Getty Research Institute, Los Angeles, California
- Herbert F. Johnson Museum of Art, Cornell University, Ithaca, New York.
- High Museum of Art, Atlanta, Georgia.
- Hirshhorn Museum and Sculpture Garden, Smithsonian Institution, Washington, DC.
- Kresge Art Museum State University, East Lansing, Michigan.
- Los Angeles County Museum of Art, Los Angeles, California.
- Minneapolis Institute of Art, Minneapolis, Minnesota
- Montclair Art Museum, Montclair, New Jersey.
- Museum of Fine Arts, Boston, Massachusetts.
- Munson-Williams-Proctor Institute, Museum of Art, Utica, New York.
- National Museum of American Art, Washington, DC.
- The Metropolitan Museum of Art, New York, New York.
- Museum of Contemporary Art, Los Angeles, Los Angeles, California.
- The New Jersey State Museum, Newark, New Jersey.
- The Newark Museum, Newark, New Jersey.
- The Oakland Museum of California, Oakland, California.
- The Palmer Museum of Art, Pennsylvania State University, University Park, Pennsylvania.
- The Pennsylvania Academy of the Fine Arts, Philadelphia, Pennsylvania.
- Philadelphia Museum of Art, Philadelphia, Pennsylvania.
- San Francisco Museum of Modern Art, San Francisco, California.
- Smith College Museum of Art, Northampton, Massachusetts.
- The Studio Museum in Harlem, New York, New York.
- Tacoma Art Museum, Tacoma, Washington.
- University of California, Berkeley Art Museum, Berkeley, California.
- University of Massachusetts, Herter Art Gallery, Amherst, Massachusetts.
- Walker Art Center, Minneapolis, Minnesota.
- Whitney Museum of American Art, New York, New York.
- Museum Ludwig, Köln, Nordrhein-Westfalen.